# درسة صفراء
دُرَّسَة صفراء أو صغنج (الاسم العلمي: Emberiza citrinella) (بالإنجليزية: Yellowhammer)‏، هو طائر ينتمي إلى عنبريات (فصيلة: Emberizidae).

## انظر أيضا

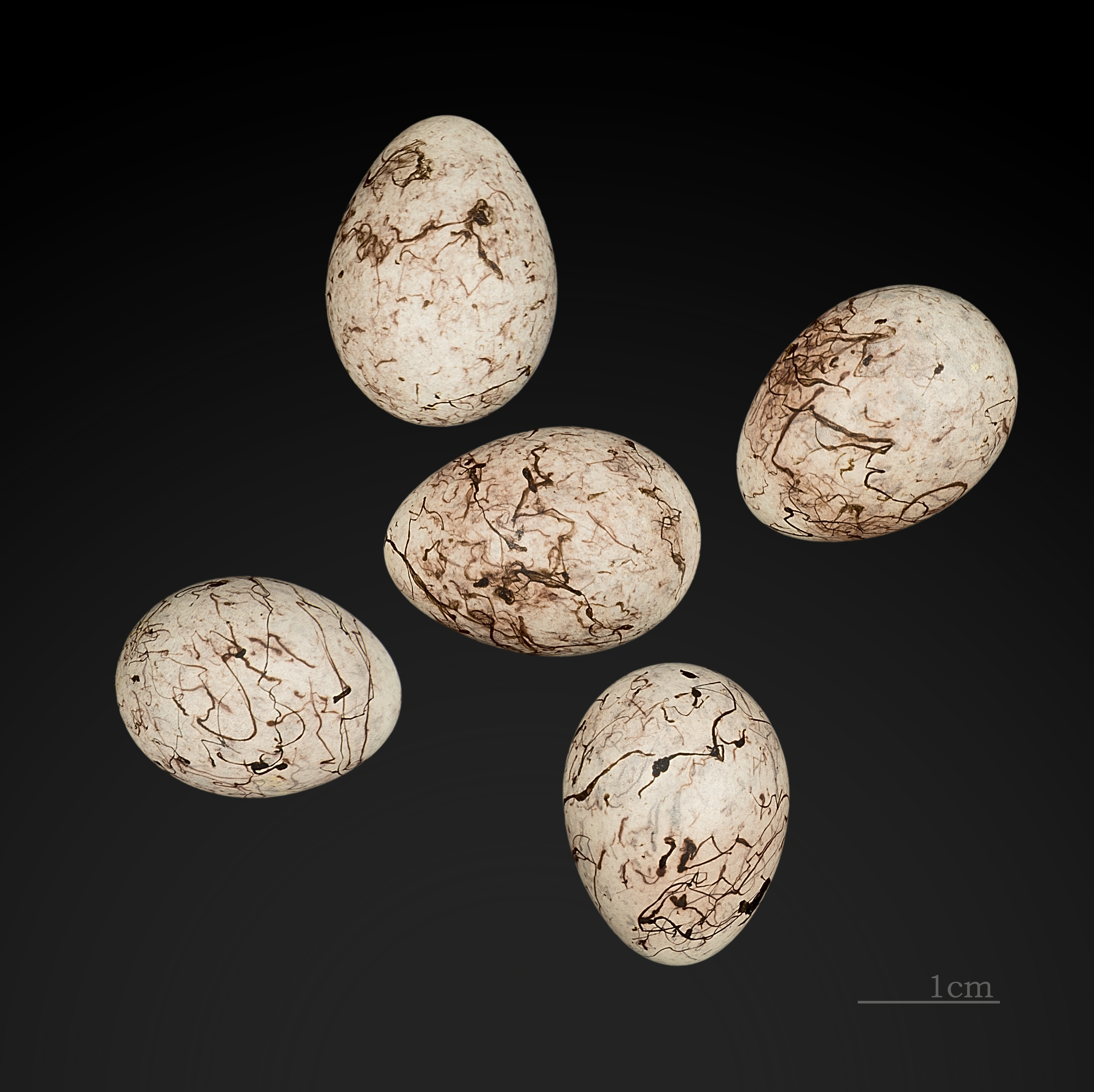
Emberiza citrinella